# Woodsia obtusa
Espèce
La Woodsie à lobes arrondis, Woodsia obtusa, est une espèce de fougères de la famille des Woodsiaceae.

## Liste des sous-espèces et variétés
Selon Catalogue of Life (20 mai 2013) :
- sous-espèce Woodsia obtusa subsp. obtusa
- sous-espèce Woodsia obtusa subsp. occidentalis

Selon Tropicos (20 mai 2013) (Attention liste brute contenant possiblement des synonymes) :
- sous-espèce Woodsia obtusa subsp. obtusa
- sous-espèce Woodsia obtusa subsp. occidentalis Windham
- variété Woodsia obtusa var. glandulosa D.C. Eaton & Faxon
- variété Woodsia obtusa var. lyallii Hook.
- variété Woodsia obtusa var. plummerae (Lemmon) Maxon